# Winnie-the-Pooh: Blood and Honey
 Winnie-the-Pooh: Blood and Honey és una pel·lícula de terror britànica dirigida per Rhys Frake-Waterfield.